# Jacques-Henry Gros
Pour les articles homonymes, voir Gros.
Jacques-Henry Gros, né le 28 décembre 1911 à Gassin (Var) et mort le 19 septembre 2011 à Mulhouse, est un chef d'entreprise français, personnalité de l'industrie textile mulhousienne et de la vie économique en Alsace. C'est une figure du capitalisme protestant engagé, également auteur de poèmes et de contes pour enfants.

## Biographie
Jacques-Henry Gros naît dans le hameau de Cavalaire à Gassin où se sont installés ses parents. Son père, Henri-Aimé Gros, est ingénieur agronome.
Il est le beau-frère de François Spoerry.

## Publications
- Petits poèmes consulaires, Mulhouse, 1976, 110 pages.
- Nouveaux poèmes consulaires, Friedling, Mulhouse, 1986, 100 pages.

- Au fil du siècle : mémoires humanistes d'un chef d'entreprise mulhousien, La Nuée Bleue, Strasbourg, 2004